# Paral·lel 5° nord
El Paral·lel 5° nord és un cercle de latitud que és 5 graus al nord del pla equatorial de la Terra. Travessa Àfrica, l'oceà Índic, Àsia meridional, Àsia Sud-oriental, l'oceà Pacífic, Amèrica Central, Amèrica del Sud i l'oceà Atlàntic. L'Oceà Pacífic troba la seva major amplitud (aproximadament 19.300 km) en aquest paral·lel.

## Dimensions
En el sistema geodèsic WGS84, al nivell de 5° de latitud nord, un grau de longitud equival a 110,899 kilòmetres; la longitud total del paral·lel és de 39.924 kilòmetres, que és aproximadament el 99.6 % de la de l'equador, del que està a uns 553 km, així com a 9.449 kilòmetres del pol Nord.

## Al voltant del món
A partir del Primer meridià i cap a l'est, el paral·lel 5° nord passa per:
| Coordenades                             | País, territori o mar     | Notes |
| --------------------------------------- | ------------------------- | --- |
| 5° 0′ N, 0° 0′ E / 5.000°N,0.000°E      | Oceà Atlàntic             | Golf de Benín |
| 5° 0′ N, 5° 26′ E / 5.000°N,5.433°E     | Nigèria                   | |
| 5° 0′ N, 8° 41′ E / 5.000°N,8.683°E     | Camerun                   | |
| 5° 0′ N, 14° 41′ E / 5.000°N,14.683°E   | República Centreafricana  | |
| 5° 0′ N, 19° 14′ E / 5.000°N,19.233°E   | R.D. del Congo            | |
| 5° 0′ N, 19° 53′ E / 5.000°N,19.883°E   | República Centreafricana  | |
| 5° 0′ N, 24° 18′ E / 5.000°N,24.300°E   | R.D. del Congo            | |
| 5° 0′ N, 24° 38′ E / 5.000°N,24.633°E   | República Centreafricana  | |
| 5° 0′ N, 25° 8′ E / 5.000°N,25.133°E    | R.D. del Congo            | |
| 5° 0′ N, 27° 29′ E / 5.000°N,27.483°E   | Sudan del Sud             | |
| 5° 0′ N, 35° 49′ E / 5.000°N,35.817°E   | Etiòpia                   | |
| 5° 0′ N, 45° 3′ E / 5.000°N,45.050°E    | Somàlia                   | |
| 5° 0′ N, 48° 16′ E / 5.000°N,48.267°E   | Oceà Índic                | Passa entre l'atol Maalhosmadulhu sud i atol Horsburghl, Maldives · passa just al nord de l'illa de Kaashidhoo, Maldives |
| 5° 0′ N, 95° 21′ E / 5.000°N,95.350°E   | Indonèsia                 | illa de Sumatra |
| 5° 0′ N, 97° 44′ E / 5.000°N,97.733°E   | Estret de Malaca          | |
| 5° 0′ N, 100° 29′ E / 5.000°N,100.483°E | Malàisia                  | Perak, Kelantan, Terengganu, a Malàisia peninsular |
| 5° 0′ N, 103° 19′ E / 5.000°N,103.317°E | Mar de la Xina Meridional | |
| 5° 0′ N, 114° 55′ E / 5.000°N,114.917°E | Brunei                    | A l'illa de Borneo |
| 5° 0′ N, 115° 7′ E / 5.000°N,115.117°E  | Badia de Brunei           | |
| 5° 0′ N, 115° 27′ E / 5.000°N,115.450°E | Malàisia                  | Sabah, illa de Borneo |
| 5° 0′ N, 118° 52′ E / 5.000°N,118.867°E | Mar de Cèlebes            | Passa al nord de les illes Sibutu, Filipines · Passa entre les illes de Bongao i Simunul, Filipines |
| 5° 0′ N, 120° 0′ E / 5.000°N,120.000°E  | Filipines                 | illa de Bilatan |
| 5° 0′ N, 120° 1′ E / 5.000°N,120.017°E  | Mar de Cèlebes            | Passa just al sud de les illes de Banaran i Mantabuan, Filipines |
| 5° 0′ N, 125° 23′ E / 5.000°N,125.383°E | Oceà Pacífic              | Passa entre les illes de Sonsorol i Pulo Anna, República de Palau · Passa just al sud dels atols Satawan i Kosrae, Micronèsia · Passa entre els atols Namdrik i Ebon, Illes Marshall · passa just al nord de l'atol Teraina, Kiribati · Passa just al sud de l'illa del Coco, Costa Rica |
| 5° 0′ N, 77° 22′ O / 5.000°N,77.367°O   | Colòmbia                  | |
| 5° 0′ N, 67° 48′ O / 5.000°N,67.800°O   | Veneçuela                 | |
| 5° 0′ N, 60° 35′ O / 5.000°N,60.583°O   | Brasil                    | Roraima |
| 5° 0′ N, 59° 59′ O / 5.000°N,59.983°O   | Àrea disputada            | Controlat per Guyana, reclamat per Veneçuela |
| 5° 0′ N, 58° 50′ O / 5.000°N,58.833°O   | Guyana                    | |
| 5° 0′ N, 57° 42′ O / 5.000°N,57.700°O   | Surinam                   | Per uns 7 km |
| 5° 0′ N, 57° 38′ O / 5.000°N,57.633°O   | Guyana                    | Per uns 6 km |
| 5° 0′ N, 57° 34′ O / 5.000°N,57.567°O   | Surinam                   | Per uns 8 km |
| 5° 0′ N, 57° 30′ O / 5.000°N,57.500°O   | Guyana                    | Per uns 12 km |
| 5° 0′ N, 57° 24′ O / 5.000°N,57.400°O   | Surinam                   | |
| 5° 0′ N, 54° 26′ O / 5.000°N,54.433°O   | França                    | Guaiana Francesa |
| 5° 0′ N, 52° 25′ O / 5.000°N,52.417°O   | Oceà Atlàntic             | |
| 5° 0′ N, 9° 2′ O / 5.000°N,9.033°O      | Libèria                   | |
| 5° 0′ N, 7° 32′ O / 5.000°N,7.533°O     | Costa d'Ivori             | |
| 5° 0′ N, 5° 56′ O / 5.000°N,5.933°O     | Oceà Atlàntic             | Golf de Guinea |
| 5° 0′ N, 2° 40′ O / 5.000°N,2.667°O     | Ghana                     | |
| 5° 0′ N, 1° 38′ O / 5.000°N,1.633°O     | Oceà Atlàntic             | Golf de Benín |